# Lotte Capital
Lotte Capital Co, Ltd. là một công ty tài chính Hàn Quốc, thành lập vào năm 1995 với trụ sở chính tại Seoul. Nó là đơn vị dịch vụ tài chính của Lotte.

## Liên kết
- Website chính thức (tiếng Hàn)